# Fritz Wiedemann (Künstler)
Fritz Wiedemann (* 10. April 1920 in Gimmeldingen; † 24. Dezember 1987 in Mußbach, beides heute Ortsteile von Neustadt an der Weinstraße) war ein Maler und Bildhauer in der Pfalz (Rheinland-Pfalz).

## Leben

### Ausbildung und Werdegang
Von 1934 bis 1938 machte Wiedemann eine Holzbildhauer-Lehre, ehe der Zweite Weltkrieg seinen Werdegang unterbrach. Anschließend absolvierte er ein Studium an den Akademien der Bildenden Künste in Nürnberg sowie Karlsruhe und war u. a. Schüler des Expressionisten Erich Heckel.
Zwischen 1937 und 1967 führten verschiedene Studienreisen Wiedemann nach Italien, Österreich, Frankreich und Holland. Von 1952 bis 1963 arbeitete er in seinem Atelier in Gimmeldingen, von 1964 bis 1966 in Neustadt. Neben der Ausführung verschiedener öffentlicher Aufträge veranstaltete er Einzelausstellungen eigener Werke und beteiligte sich auch an verschiedenen Kunstausstellungen im In- und Ausland. Ausstellungen – seine erste war 1954 – fanden u. a. in Bad Bergzabern, Bielefeld, Heidelberg, Kaiserslautern, Kandel, Kirchheimbolanden, Landau, Ludwigshafen, Mâcon (Neustadts französischer Partnerstadt), Mannheim, Nürnberg, Pirmasens, Regensburg, Speyer und auf der Insel Sylt statt.

### Eselsburg
Von 1964 an widmete Wiedemann sich der Restaurierung und dem Ausbau eines alten Winzerhauses in Mußbach, 1966 wurde die Fritz-Wiedemann-Gesellschaft gegründet. 1967 eröffnete er in dem restaurierten Winzerhaus die Eselsburg, für deren Fassade er bizarre Skulpturen aus Sandstein anfertigte. Die Eselsburg diente ihm während seiner letzten 20 Lebensjahre als Atelier, außerdem betrieb er darin – zunächst als Hobbykoch, später professionell – eine gleichnamige Weinstube.

### Nachlass
Wiedemanns Werke befinden sich nicht nur im Eigentum von Privatsammlern, sondern auch des Landes Rheinland-Pfalz, der Pfalzgalerie Kaiserslautern und seiner Heimatstadt Neustadt. Die Weinstube Eselsburg, die ab 1985 von seinem gleichfalls als Maler und Bildhauer tätigen Sohn Peter geführt wurde, beherbergt seit dieser Zeit eine Dauerausstellung mit zahlreichen skurrilen Figuren und expressionistischen Bildern Wiedemanns. Der Sohn verkaufte die Weinstube 2008 an die Gastronomin Anette Ueberschaer.

## Werke
Der Stil Wiedemanns wird oft mit dem von Marc Chagall verglichen, weil er wie dieser farben- und sinnenfrohe Akte geschaffen hat. Als Thema wählte Wiedemann häufig seine Heimatregion, die Pfalz, sowie ihre Menschen und Produkte, die Winzer, die Reben und den Wein.
Wiedemann hat eine große Zahl von Gemälden, Aquarellen, Zeichnungen und Grafiken geschaffen, darunter auch folgende Illustrationen:
- Alf Rapp (Hrsg.): Pfälzer Land. Ein Farbbildwerk von Städten und Landschaften der Pfalz. Illustration: Fritz Wiedemann. Graphische Kunstanstalt W. Gräber, Neustadt a. d. Weinstraße 1957.
- Koch, Hans-Jörg: Trunkene Stunden. Eine Spätlese heiterer Weinweisheit. Originalabfüllung, geherbstet und kredenzt. Zeichnungen: Fritz Wiedemann. 2., vermehrte Auflage. Verlag Meininger, Neustadt a. d. Weinstraße 1965 (3., vermehrte Auflage. Neustadt a. d. Weinstraße 1975).
- Mitgliedsurkunde der Weinbruderschaft der Pfalz